# 奧拉 (芬蘭)
奧拉（芬蘭語：Aura）是芬蘭西南部芬兰本部区的市镇。距離首都赫爾辛基160公里，始建於1917年。市镇面積为95.58平方公里，2023年人口数量为3,960，人口密度為每平方公里41.68人。

## 外部連結
- 官方网站  （文）